# Jan III van Montfoort
Jan III van Montfoort (ook wel Johan van Montfoort), (ca. 1448 - 28 maart 1522) was onder meer de 9e burggraaf van Montfoort, Vrijheer van Zuid-Polsbroek, heer van Abbenbroek, Linschoten, Purmerend-Purmerland en dijkgraaf van Lopikerwaard. Van Montfoort was een verwoede Hoek en de feitelijke machthebber tijdens de Stichtse Oorlog (1481-83). Hij werd door tijdgenoten een Sluwe Vos genoemd.

## Levensloop
Hij was een zoon van Hendrik IV van Montfoort en Margretha van Croy. Van Montfoort zat na het overlijden van zijn vader in 1458 in het ministriaal bestuur van het bisdom van Utrecht onder de boers Reinoud II en Gijsbrecht van Brederode. De gemoederen waren op dat moment gespannen in het Sticht Utrecht omdat David van Bourgondië de feitelijke heerser was, maar de partijtwisten tussen (1456-1458) in Utrecht chaotisch waren.
In juni 1470 had bisschop David van Bourgondië feitelijk weer de macht in handen en op dat moment genoeg bewijs gevonden om zijn tegenstander op te sluiten. Jan III wist op tijd te vluchten voordat hij ook opgepakt zou worden. Hij werd in 1477 echter weer hersteld in zijn functie van ministriaal met dank van de Raad van State in Utrecht. Jan III wist in een aantal jaren zoveel macht te vergaren dat hij Hollandse Hoeken onder Reynier van Broeckhuysen militair kon steunen in onder andere de Plundering van Den Haag en het Beleg van Leiden (1481). De tegenstanders van Van Montfoort binnen Utrecht eisten zijn aftreden, maar tijdens een vergadering op 7 augustus 1481 had Van Montfoort rond het stadhuis kanonnen opgesteld en verdreef daarmee zijn tegenstanders, kort hierna begon de Stichtse Oorlog 1481-1483.
In 1481 leidde hij de Hoekse opstand tegen de Kabeljauws gezinde bisschop, door deze te belegeren en op te sluiten in de Dom en wilde Van Montfoort Engelbrecht van Kleef op de bisschopsstoel helpen. Dit lukte echter niet en Jan (III) werd uiteindelijk zelf belegerd in Montfoort door Maximiliaan van Oostenrijk, hij verloor hierbij zijn leenschapen van Purmerend-Purmerland en Zuid-Polsbroek, waarin hij geconfisqueerd werd (1481). Het beleg werd echter afgebroken en in Utrecht werd deze tweede Stichtse Oorlog beëindigd in 1483. Van Montfoort duikt een tijdje onder maar weet met Hoekse sympathisanten zoals Reynier van Broeckhuysen stand te houden met hun basisgebied tussen Leiden en Montfoort. In 1488 breekt de Jonker Fransenoorlog uit onder Frans van Brederode en Jan van Montfoort belegert met Hoekse strijders in naam van Jonker Frans de stad Woerden. Het kasteel van Woerden wordt nog enige tijd als zetel van de burggraaf gebruikt, maar in 1492 werd deze oorlog beëindigd en daarmee ook de Hoekse en Kabeljauwse twisten. Jan van Montfoort was een van de weinige Hoekse edelen die de oorlog overleefde.
Van Montfoort overleed in 1522 en werd begraven in de Kerk van Montfoort, tegen de zuidzijl aan. Hij ligt hier afgebeeld tot de knieën, in volle wapenrusting, tegen de muur.

## Huwelijk en kinderen
Hij huwde op 16 december 1475 met Wilhelmina van Naaldwijk: met haar kreeg hij minstens een zoon en twee dochters.
- Zweder van Montfoort (1471/72 - voor 1500) maakte deel uit van de driekoppige commissie die Jonker Frans verkoos als Hoekse leider (zie: Jonker Fransenoorlog)
- Machteld van Montfoort (1475 -1550)
- Barbara van Montfoort (1480 - 1 maart 1527), huwde met Maximiliaan van Horne, heer van Gaasbeek.

Op 12 juni 1509 huwde van Montfoort voor de tweede maal met Charlotte van Brederode, met wie hij minstens twee zonen kreeg:
- Joost van Montfoort, burggraaf van Montfoort (1510-1539) trouwde met Anna van Lalaing (1509-1602)
  - Philippa de Rovere, burggravin van Montfoort (1535-1592); zij trouwde met Johan Briffeul van Merode heer van Morialmé, Ham-Sur-Heure, Rocquignies, Sauthour, Mergame en Nalinnes en heer van Houffalize (1530-1592).
- Hendrik V van Montfoort (1512 - 1555) was regent-burggraaf van Montfoort (vanaf 1539 tot (is onduidelijk), hij was beter bekend als Hendrik, heer van Abbenbroek. Hij was gehuwd met Anna van Glymes van Bergen (1525-1563).

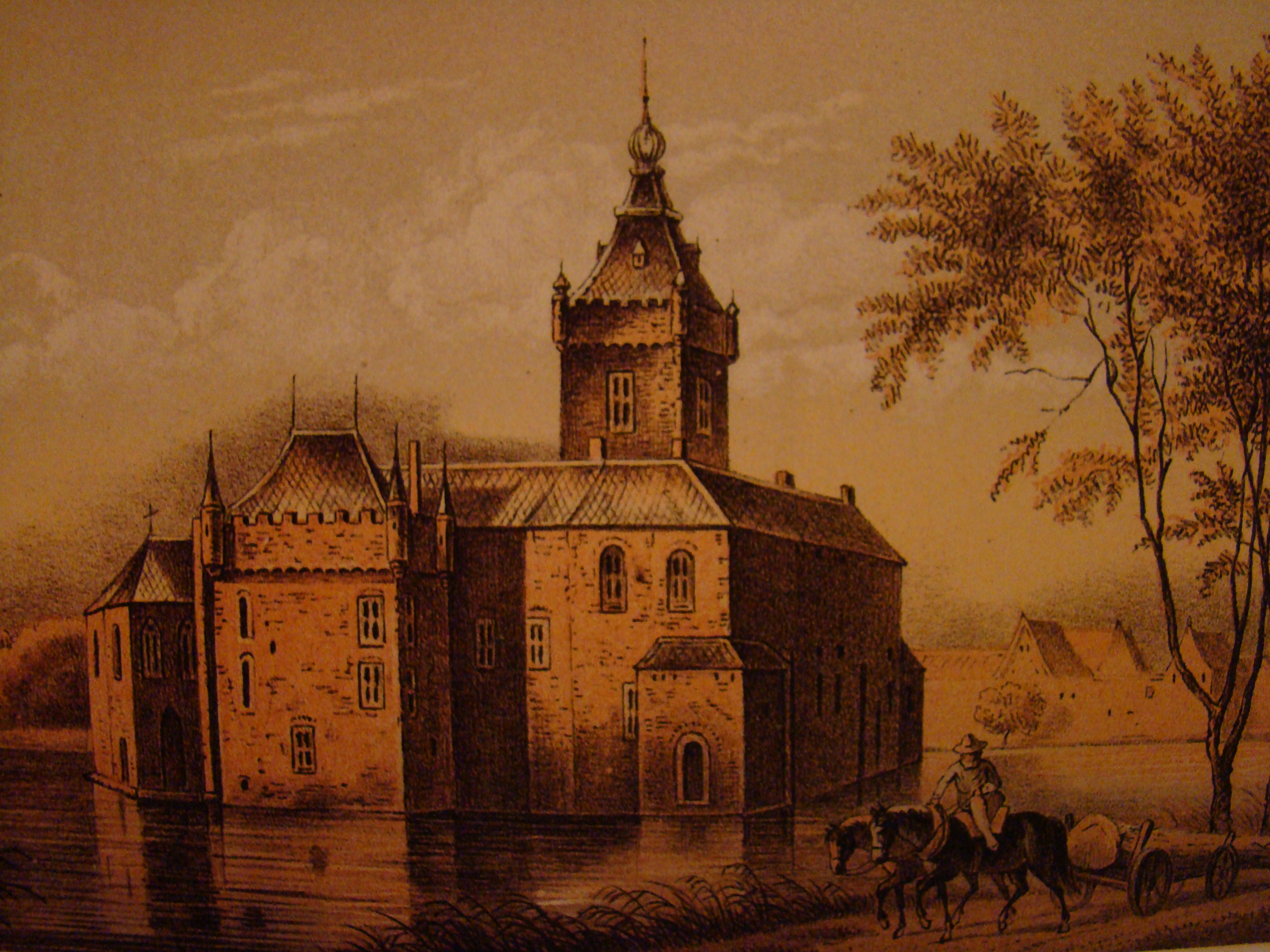
Kasteel Montfoort
Stamwapen de Rover-van Montfoort
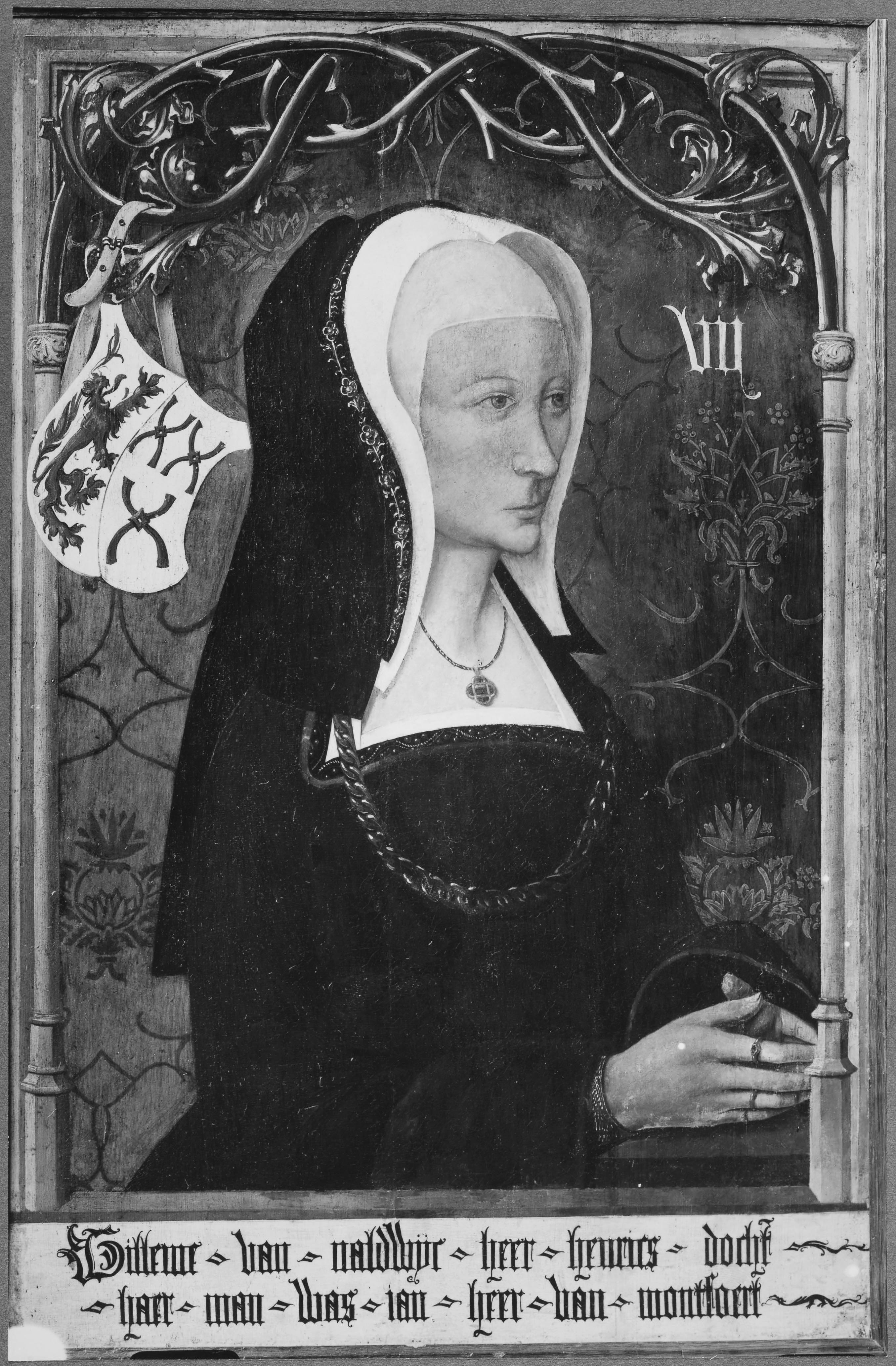
Wilhelmina van Naaldwijk,vrouw van Jan van Montfoort